# Michel Jonasz

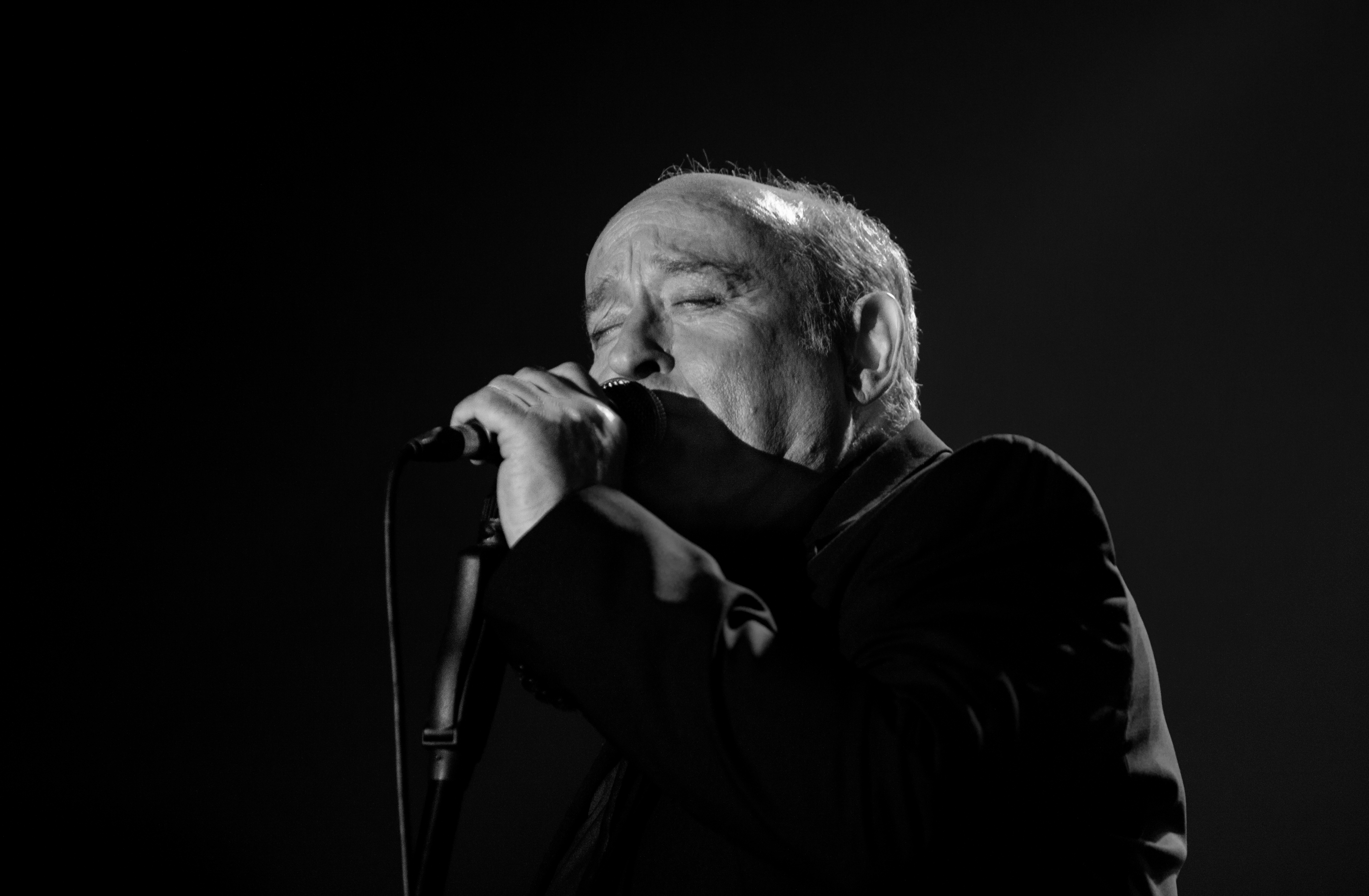
Michel Jonasz (2017)

Michel Jonasz (* 21. Januar 1947 in Drancy) ist ein französischer Sänger, Songschreiber und Schauspieler.

## Leben
Er wurde als Kind ungarischer Immigranten geboren. Erste Plattenerfolge hatte er 1967 in Frankreich mit seiner Band Le King set, der Durchbruch gelang ihm 1974 mit seiner ersten LP (zusammen mit Alain Goldstein und Frank Thomas) mit Titeln wie Super Nana und Dites-moi. In den folgenden Jahren stieg er mit Titeln wie Les vacances au bord de la mer (1975) und Je voulais te dire que je t’attends (1976) in die erste Liga der französischsprachigen Musiker auf. Zahlreiche Auszeichnungen (Goldene und Platin-Schallplatten in Frankreich), Tourneen in Frankreich – mit wochenlanger Belegung des Pariser Olympia –, Belgien, der Schweiz, Portugal, Marokko und Kanada machten ihn über Frankreich hinaus bekannt. Bis heute hat er mehr als 25 Alben/CDs veröffentlicht und in mehreren Filmen (zum Beispiel: Le tango des Rashevski, 2002) mitgespielt.
In den Anfangsjahren war seine bevorzugte Musik französischer Hitparaden-Pop, allerdings schon mit relativ anspruchsvollen, auch literarischen Texten. Heute ist seine Musik eine Mischung aus Pop, Jazz und Blues, der auf ihn schon immer eine große Faszination ausgeübt hat. In Deutschland ist er nahezu unbekannt.

## Diskografie

### Studioalben
| Jahr | Titel                                | Höchstplatzierung, Gesamtwochen, AuszeichnungChartplatzierungen (Jahr, Titel, Platzierungen, Wochen, Auszeichnungen, Anmerkungen) | Höchstplatzierung, Gesamtwochen, AuszeichnungChartplatzierungen (Jahr, Titel, Platzierungen, Wochen, Auszeichnungen, Anmerkungen) | Höchstplatzierung, Gesamtwochen, AuszeichnungChartplatzierungen (Jahr, Titel, Platzierungen, Wochen, Auszeichnungen, Anmerkungen) | Anmerkungen                                                                             |
| Jahr | Titel                                | FR | BEW | CH | Anmerkungen                                                                             |
| ---- | ------------------------------------ | --- | --- | --- | --------------------------------------------------------------------------------------- |
| 1996 | Soul Music Airlines                  | FR6 Gold · (14 Wo.)FR | BEW20 (7 Wo.)BEW | — |                                                                                         |
| 1997 | Sol en si                            | FR3 (17 Wo.)FR | — | — | mit Francis Cabrel, Alain Souchon, Catherine Lara, Maxime Le Forestier, Maurane & Zazie |
| 2000 | Pôle ouest                           | FR5 Gold · (22 Wo.)FR | BEW23 (8 Wo.)BEW | — |                                                                                         |
| 2002 | Où vont les rêves                    | FR24 (18 Wo.)FR | BEW34 (5 Wo.)BEW | — |                                                                                         |
| 2005 | Michel Jonasz                        | FR26 (17 Wo.)FR | BEW22 (21 Wo.)BEW | — |                                                                                         |
| 2007 | Chanson française                    | FR24 (16 Wo.)FR | BEW32 (12 Wo.)BEW | CH99 (1 Wo.)CH | Erstveröffentlichung: 23. Februar 2007                                                  |
| 2011 | Les hommes sont toujours des enfants | FR33 (9 Wo.)FR | — | — | Erstveröffentlichung: 25. März 2011                                                     |
| 2019 | La Méouge, le Rhône, la Durance      | FR22 (11 Wo.)FR | BEW43 (7 Wo.)BEW | — | Erstveröffentlichung: 25. Oktober 2019                                                  |
| 2023 | Chanter le Blues                     | FR34 (9 Wo.)FR | BEW94 (3 Wo.)BEW | CH100 (1 Wo.)CH | Erstveröffentlichung: 27. Januar 2023                                                   |
| 2024 | Soul                                 | FR50 (5 Wo.)FR | — | — | Erstveröffentlichung: 4. Oktober 2024                                                   |

Weitere Studioalben 
- 1974: Michel Jonasz
- 1975: Changez tout
- 1978: Guigui
- 1980: Les années 80 commencent
- 1981: La nouvelle vie (FR: ×2Doppelgold )
- 1984: Tristesse (FR: Gold)
- 1985: Unis vers l’uni (FR: Platin)
- 1988: La fabuleuse historie de Mister Swing (FR: Gold)
- 1992: Où est la source? (FR: ×2Doppelgold )

### Livealben
| Jahr | Titel              | Höchstplatzierung, Gesamtwochen, AuszeichnungChartplatzierungen (Jahr, Titel, Platzierungen, Wochen, Auszeichnungen, Anmerkungen) | Höchstplatzierung, Gesamtwochen, AuszeichnungChartplatzierungen (Jahr, Titel, Platzierungen, Wochen, Auszeichnungen, Anmerkungen) | Höchstplatzierung, Gesamtwochen, AuszeichnungChartplatzierungen (Jahr, Titel, Platzierungen, Wochen, Auszeichnungen, Anmerkungen) | Anmerkungen                                              |
| Jahr | Titel              | FR | BEW | CH | Anmerkungen                                              |
| ---- | ------------------ | --- | --- | --- | -------------------------------------------------------- |
| 2001 | Olympia 2000       | FR44 (9 Wo.)FR | — | — |                                                          |
| 2009 | Michel Jonasz Trio | FR166 (1 Wo.)FR | — | — |                                                          |
| 2017 | En concert         | FR153 (2 Wo.)FR | — | — | Erstveröffentlichung: 6. Oktober 2017 Michel Jonasz Trio |

Weitere Livealben
- 1977: Michel Jonasz au Théâtre de la Ville
- 1986: Michel Jonasz en concert au Palais des Sports (FR: Platin)
- 1988: La Fabuleuse Histoire de Mister Swing
- 1993: Michel Jonasz au Zénith
- 2009: Abraham
- 2013: Michel Jonasz: Les Hommes sont toujours des enfants sur scène

### Kompilationen
| Jahr | Titel                                           | Höchstplatzierung, Gesamtwochen, AuszeichnungChartplatzierungen (Jahr, Titel, Platzierungen, Wochen, Auszeichnungen, Anmerkungen) | Höchstplatzierung, Gesamtwochen, AuszeichnungChartplatzierungen (Jahr, Titel, Platzierungen, Wochen, Auszeichnungen, Anmerkungen) | Höchstplatzierung, Gesamtwochen, AuszeichnungChartplatzierungen (Jahr, Titel, Platzierungen, Wochen, Auszeichnungen, Anmerkungen) | Anmerkungen |
| Jahr | Titel                                           | FR | BEW | CH | Anmerkungen |
| ---- | ----------------------------------------------- | --- | --- | --- | ----------- |
| 2013 | Joueurs de blues – le meilleur de Michel Jonasz | FR122 (5 Wo.)FR | BEW183 (1 Wo.)BEW | — |             |

Weitere Kompilationen
- 1981: Les Plus Belles Chansons de... Michel Jonasz (FR: ×2Doppelgold )
- 1984: Lord have mercy
- 1987: Jonasz 80-85, les indispensables
- 1988: Les Fabuleux Moments de Mister Swing
- 1989: Tous les succès de Michel Jonasz
- 1990: Michel Jonasz
- 1995: Les Incontournables de Michel Jonasz
- 1995: Michel Jonasz Coffret 3 CD
- 2006: Best of (FR: ×2Doppelgold )

### Singles (Auswahl)
| Jahr | Titel Album                                | Höchstplatzierung, Gesamtwochen, AuszeichnungChartplatzierungen (Jahr, Titel, Album, Platzierungen, Wochen, Auszeichnungen, Anmerkungen) | Höchstplatzierung, Gesamtwochen, AuszeichnungChartplatzierungen (Jahr, Titel, Album, Platzierungen, Wochen, Auszeichnungen, Anmerkungen) | Höchstplatzierung, Gesamtwochen, AuszeichnungChartplatzierungen (Jahr, Titel, Album, Platzierungen, Wochen, Auszeichnungen, Anmerkungen) | Anmerkungen | [↑]: gemeinsam behandelt mit vorhergehendem Eintrag; [←]: in beiden Charts platziert |
| Jahr | Titel Album                                | FR | BEF | BEW | Anmerkungen |                                                                                      |
| ---- | ------------------------------------------ | --- | --- | --- | ----------- | ------------------------------------------------------------------------------------ |
| 1967 | Apesanteur –                               | — | BEF43 (3 Wo.)BEF [BEW: ←] | BEF43 (3 Wo.)BEF [BEW: ←] |             |                                                                                      |
| 1968 | Jezebel –                                  | — | BEF49 (1 Wo.)BEF [BEW: ←] | BEF49 (1 Wo.)BEF [BEW: ←] |             |                                                                                      |
| 1972 | La rencontre –                             | — | BEF11 (11 Wo.)BEF [BEW: ←] | BEF11 (11 Wo.)BEF [BEW: ←] |             |                                                                                      |
| 1974 | Super nana Michel Jonasz                   | — | BEF43 (3 Wo.)BEF [BEW: ←] | BEF43 (3 Wo.)BEF [BEW: ←] |             |                                                                                      |
| 1975 | Les vacances au bord de la mer Change tout | — | BEF38 (3 Wo.)BEF [BEW: ←] | BEF38 (3 Wo.)BEF [BEW: ←] |             |                                                                                      |
| 1976 | Je voulais te dire que je t’attends –      | — | BEF35 (4 Wo.)BEF [BEW: ←] | BEF35 (4 Wo.)BEF [BEW: ←] |             |                                                                                      |
| 1985 | La boîte de jazz Unis vers l’uni           | FR33 (7 Wo.)FR | — | — |             |                                                                                      |

grau schraffiert: keine Chartdaten aus diesem Jahr verfügbar

## Auszeichnungen für Musikverkäufe
Anmerkung: Auszeichnungen in Ländern aus den Charttabellen bzw. Chartboxen sind in ebendiesen zu finden.
| Land/RegionAuszeichnungen für Musikverkäufe (Land/Region, Auszeichnungen, Verkäufe, Quellen) | Gold       | Platin     | Verkäufe  | Quellen                     |
| -------------------------------------------------------------------------------------------- | ---------- | ---------- | --------- | --------------------------- |
| Frankreich (SNEP)                                                                            | 12× Gold12 | 2× Platin2 | 1.900.000 | infodisc.fr snepmusique.com |
| Insgesamt                                                                                    | 12× Gold12 | 2× Platin2 |           |                             |

## Filmografie (Auswahl)
- 1981: Clara und die tollen Typen (Clara et les chics types)
- 1988: Das Testament eines ermordeten jüdischen Dichters (Le testament d‘un poète juif assassiné)
- 1997: Die Babels retten die Welt (Babel)
- 2003: Der Tango der Rashevskis (Le tango des Rashvski)
- 2006: In flagranti – Wohin mit der Geliebten? (La doublure)
- 2007: Das Geheimnis der Pyramide (Agathe contre Agathe)
- 2009: Triff die Elisabeths! (La première étoile)
- 2011: Bartolis Gesetz (La loi selon Bartoli)
- 2016: Zum Verwechseln ähnlich (Il a déjà tes yeux)
- 2018: Der Klavierspieler vom Gare du Nord (Au bout des doigts)
- 2020: Plötzlich aufs Land – Eine Tierärztin im Burgund (Les vétos)